# Loeb Classical Library

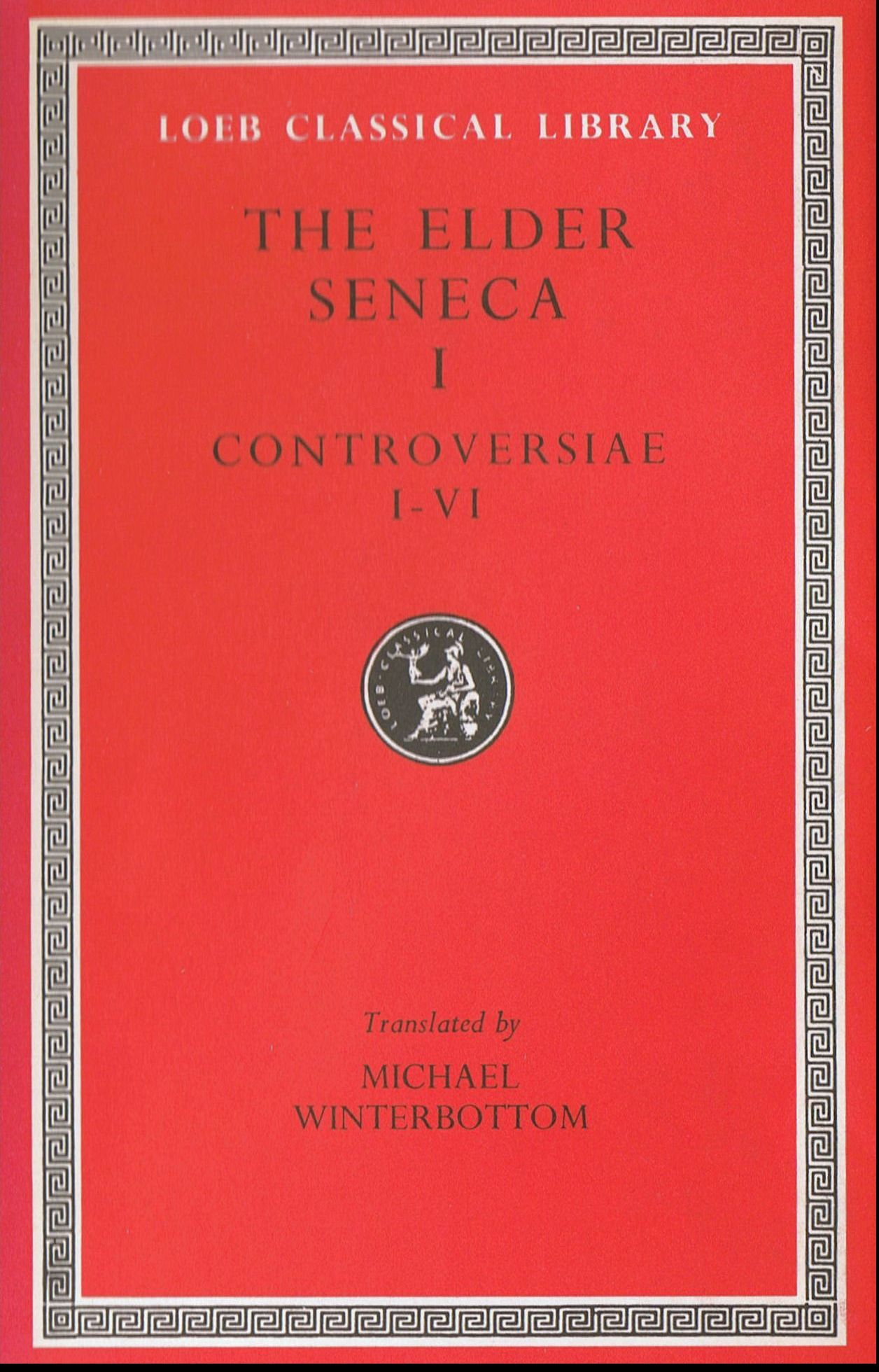

Loeb Classical Library (так звана Льобівська серія) — книжкова серія, на сьогодні виходить у видавництві Гарвардського університету, в якій представлені найбільш відомі твори древньої грецької та латинської літератури. Мета серії полягає в тому, щоб зробити античні тексти доступним для найширшої аудиторії. В кожній книзі представлений оригінальний грецький або латинський текст з паралельним перекладом на англійську мову.
Серія була задумана і спочатку фінансувалася американським банкіром німецького походження (етнічним євреєм) Джеймсом Льобом (1867-1933). Перший том Бібліотеки був виданий в 1912 році. До теперішнього часу видано понад 500 томів.
Особливістю зовнішнього вигляду книг серії є те, що твори грецьких авторів публікуються в книгах під зеленою обкладинкою, латинських — під червоною.